# Melchitská archieparchie tyrská
Řecko-melchitská archieparchie tyrská je archieparchie Melchitské řeckokatolické církve nacházející se v Libanonu. Její sídlo je ve městě Týr, kde se nachází katedrála sv. Tomáše.

## Historie
Týr bylo biskupským metropolitním sídlem již v římském a byzantském období. V období křížových výprav byla zřízena latinská arcidiecéze tyrská. Od roku 1683 jsou tamní metropolité v jednotě s římským biskupem. V 18. století se z ní vyčlenily Melchitská archieparchie sidónská a Melchitská archieparchie akkonská. Po libanonských válkách se výrazně zmenšil počet věřících.